# Кузьминка (приток Воронежа)
Кузьми́нка — река в Липецком и частично в Добровском районах Липецкой области России.
Длина реки составляет 33 км, площадь водосборного бассейна — 307 км².

Строительство моста через Кузьминку

Имеет исток у села Плоская Кузьминка. В селе Сенцово на ней создана запруда. Далее протекает через сёла Кузьминские Отвержки, Студёные Выселки, Тюшевка и в селе Большая Кузьминка впадает в реку Воронеж. Кузьминка имеет также приток, который также называют Кузьминкой: он начинается в районе села Новодмитриевка, протекает через деревню Кузьминку, далее с северо-запада окружает Северный Рудник и в селе Кузьминские Отвержки примыкает к основному руслу.
Основное русло на участке Плоская Кузьминка — Тюшевка, а также приток пересыхают.
Название реки весьма распространенное в средней полосе России.
В начале XVIII века на реке по указу императора Петра I был построен Кузьминский якорный завод с оружейной мастерской.
Реку пересекает автодорога Липецк—Данков, где в 2017 году строится дополнительный мостовой переход.